# Vitis amurensis
Vitis amurensis là một loài thực vật hai lá mầm trong họ Nho. Loài này được Rupr. miêu tả khoa học đầu tiên năm 1857.